# (12382) Niagara Falls
(12382) Niagara Falls (1994 SO5) – planetoida z pasa głównego asteroid okrążająca Słońce w ciągu 4,65 lat w średniej odległości 2,79 j.a. Odkryta 28 września 1994 roku.